# Santa Cruz Point
Der Santa Cruz Point (spanisch Punta Santa Cruz, in Chile Punta Tac, im Vereinigten Königreich Spencer Bluff) ist eine Landspitze in Form eines Kliffs, die das östliche Ende von Greenwich Island im Archipel der Südlichen Shetlandinseln bildet. Gemeinsam mit dem nordöstlich gelegenen Edwards Point von Robert Island markiert sie die südöstliche Einfahrt zur English Strait.
Der Name der Landspitze ist erstmals auf einer argentinischen Landkarte aus dem Jahr 1949 verzeichnet. Namensgeber ist vermutlich die Santa Cruz, ein argentinisches Schiff, das 1948 bei einem Manöver der argentinischen Marine in den Gewässern um die Südlichen Shetlandinseln im Einsatz war. Das Advisory Committee on Antarctic Names übertrug diese Benennung 1965 ins Englische. Teilnehmer der 4. Chilenischen Antarktisexpedition (1949–1950) benannten sie nach dem Akronym TAC für Territorio Antártico Chileno (deutsch Chilenisches Antarktisterritorium). Namensgeber der 1962 vom UK Antarctic Place-Names Committee vorgenommenen Benennung ist Robert Cavendish Spencer (1791–1830), Kapitän der HMS Owen Glendower, die im Zeitraum zwischen 1819 und 1822, in den die Entdeckung der Südlichen Shetlandinseln fällt, zum Südamerikaverbrand der Royal Navy gehört hatte.